# Abudefduf septemfasciatus
Abudefduf septemfasciatus là một loài cá biển thuộc chi Abudefduf trong họ Cá thia. Loài này được mô tả lần đầu tiên vào năm 1830.

## Từ nguyên
Từ định danh septemfasciatus được ghép bởi hai âm tiết trong tiếng Latinh: septem ("bảy") và fasciatus ("có dải sọc"), hàm ý đề cập đến số lượng các dải sọc đen trên thân của loài cá này.

## Phạm vi phân bố và môi trường sống
Từ Đông Phi, phạm vi của A. septemfasciatus trải dài đến bờ biển Ấn Độ và các đảo quốc trên Ấn Độ Dương, băng qua phần lớn vùng biển các nước Đông Nam Á, mở rộng về phía đông đến các đảo quốc thuộc châu Đại Dương (xa đến tận quần đảo Line và Tuamotu); giới hạn phía bắc đến đảo Jeju (Hàn Quốc) và miền nam Nhật Bản; phía nam đến rạn san hô Great Barrier (Úc).
Ở Việt Nam, A. septemfasciatus đã được ghi nhận ở ngoài khơi quần đảo Cát Bà, Côn Đảo, quần đảo An Thới, Nha Trang, bờ biển Ninh Thuận và Quảng Bình.
Loài này sống gần các rạn san hô ngoài khơi và trong đầm phá ở độ sâu đến ít nhất là 3 m.

## Mô tả
A. septemfasciatus có chiều dài cơ thể tối đa được ghi nhận là 23 cm. Cơ thể có màu trắng xám với 6–7 dải sọc đen ở hai bên thân. Vây ngực có màu vàng nhạt, có thể phân biệt với Abudefduf bengalensis và Abudefduf sordidus qua điểm này. Ở một số cá thể, các của chúng có các vệt đen ở rìa.
A. septemfasciatus cùng hai loài là Abudefduf sordidus và Abudefduf notatus hợp thành một nhóm gọi là "nhánh sordidus".
Số gai ở vây lưng: 13; Số tia vây ở vây lưng: 12–14; Số gai ở vây hậu môn: 2; Số tia vây ở vây hậu môn: 11–13; Số tia vây ở vây ngực: 17–19.

## Sinh thái học
Thức ăn của A. septemfasciatus bao gồm những loài thủy sinh không xương sống nhỏ và tảo. A. septemfasciatus là loài có tính lãnh thổ cao. Cá đực có tập tính bảo vệ và chăm sóc trứng.